# 198971 Whitacre
198971 Whitacre è un asteroide della fascia principale esterna. Scoperto nel 2005, presenta un'orbita caratterizzata da un semiasse maggiore pari a 3,058061 UA e da un'eccentricità di 0,133440, inclinata di 1,364634° rispetto all'eclittica.
Fa parte della famiglia di asteroidi Temi.